# 1384년

## 연호
- 명(明) 홍무(洪武) 17년
- 북원(北元) 천원(天元) 6년
- 일본(日本) 남조(南朝) 고와(弘和) 4년 / 겐추(元中) 원년
- 일본(日本) 북조(北朝) 에이토쿠(永徳) 4년 / 시토쿠(至徳) 원년
- 쩐 왕조(陳朝) 쓰엉푸(昌符) 8년

## 기년
- 명(明) 태조 홍무제(太祖 洪武帝) 17년
- 북원(北元) 천원제(天元帝) 6년
- 고려(高麗) 우왕(禑王) 10년
- 쩐 왕조(陳朝) 영덕왕(靈德王) 8년

## 사망
- 2월 28일 - 고려 명필 한수.
- 12월 31일 - 영국의 종교 개혁가 존 위클리프.